# Bierutów (plaats)
Bierutów (Duits: Bernstadt an der Weide) is een stad in het Poolse woiwodschap Neder-Silezië, gelegen in de powiat Oleśnicki en gemeente Bierutów. De oppervlakte bedraagt 8,37 km², het inwonertal 5110 (2005).

## Verkeer en vervoer
- Station Bierutów

## Geboren in Bierutów
- Ludwig Meidner (1884-1966), kunstschilder